# Windows Subsystem for Linux
Windows Subsystem for Linux (WSL) – część systemu operacyjnego Windows (od wersji 10) udostępniająca zintegrowane środowisko systemu GNU/Linux.
Pierwotnie system posiadał tylko warstwę kompatybilności z jądrem Linux, jednak od wersji WSL 2 ogłoszonej w maju 2019 system posiada już własną wersję jądra Linux.
Alternatywą dla WSL jest Cygwin, MinGW oraz Git Bash. System WSL zastąpił SUA (Subsystem for UNIX-based Applications), warstwę kompatybilności POSIX dla systemów Windows Server 2008 oraz Windows 7.
Początkowo system był dostępny tylko dla programistów (w specjalnym trybie eksperymentalnym), ale od aktualizacji Windows 10 Fall Creators Update dostępna jest oficjalnie dla wszystkich. Dzięki WSL można w systemie Windows zainstalować jedną z dystrybucji GNU/Linuxa, które dostępne są w oficjalnym sklepie Microsoft.

## Galeria

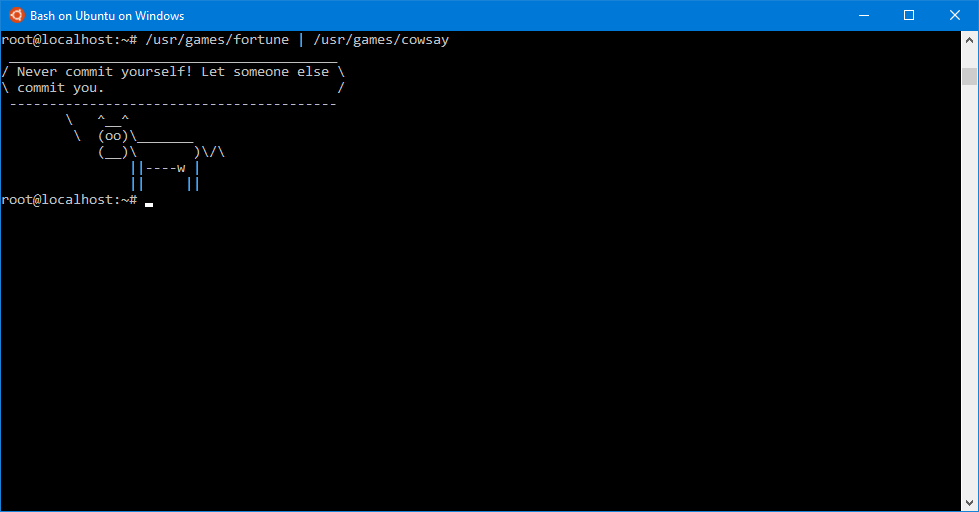
Bash uruchomiony w Windows 10
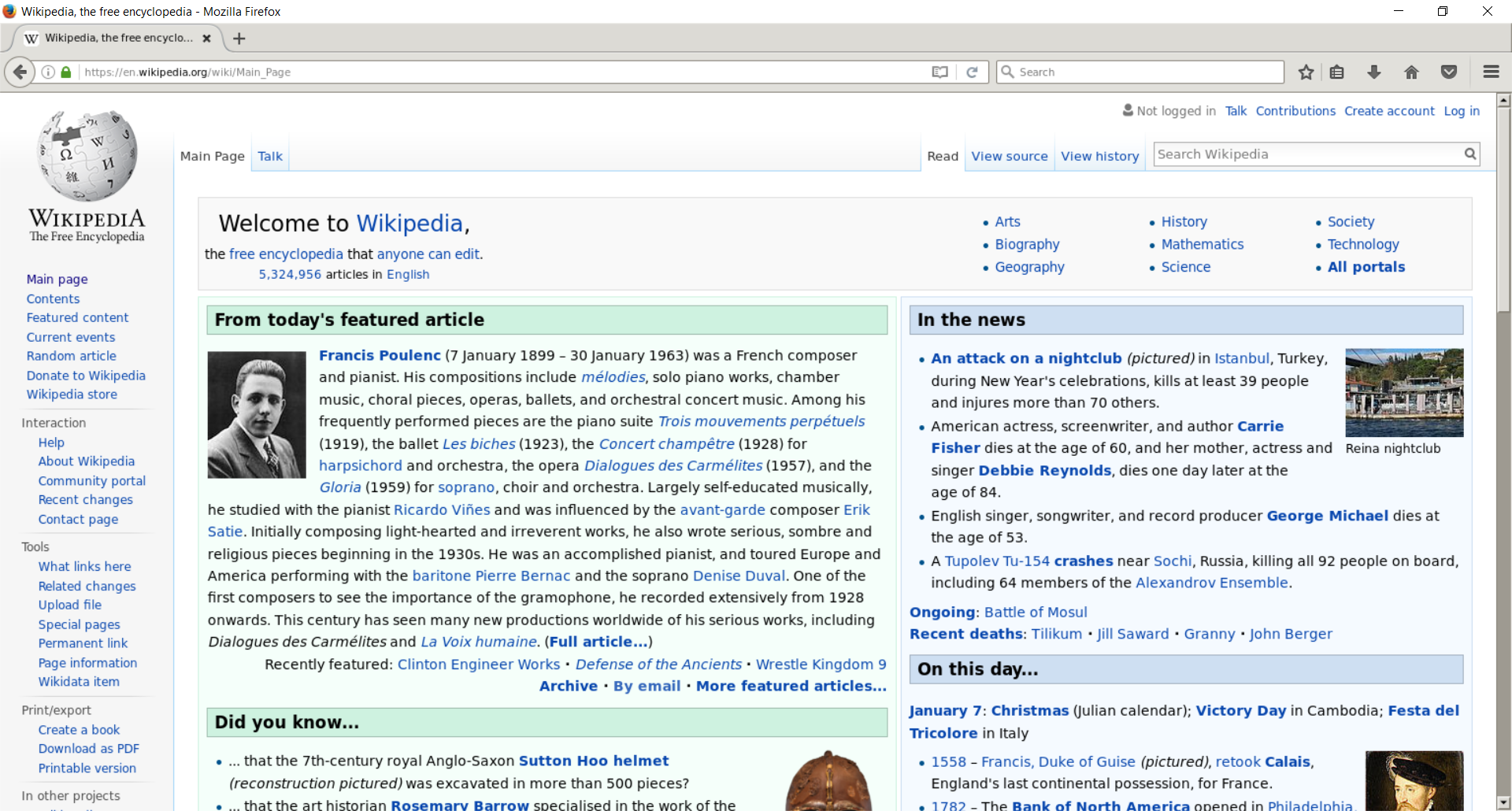
Firefox dla Linuxa działający w WSL
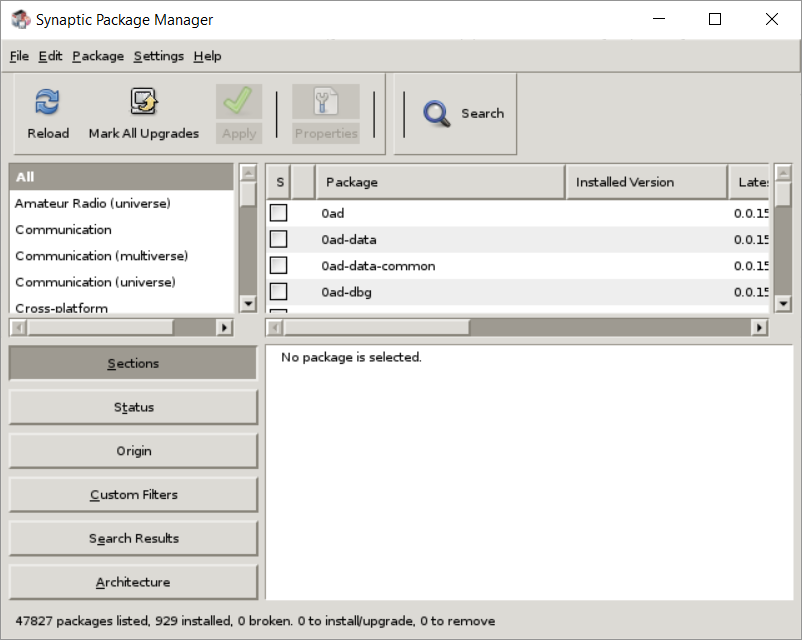
Synaptic działający w WSL